# Rockenberg
Rockenberg este o comună din districtul Wetteraukreis, landul Hessa, Germania. Rockenberg se află 40 de km nord de Frankfurt pe Main și 13 de km nord de Friedberg. Prin comuna curge râul Wetter.

## Geografie

### Comune vecinate
Rockenberg este delimitat în nord de orașul Münzenberg, în est de comuna Wölfersheim, în sud de orașul Bad Nauheim și de comuna Ober-Mörlen și în vest de orașul Butzbach (toți se află la fel ca Rockenberg în districtul Wetteraukreis).

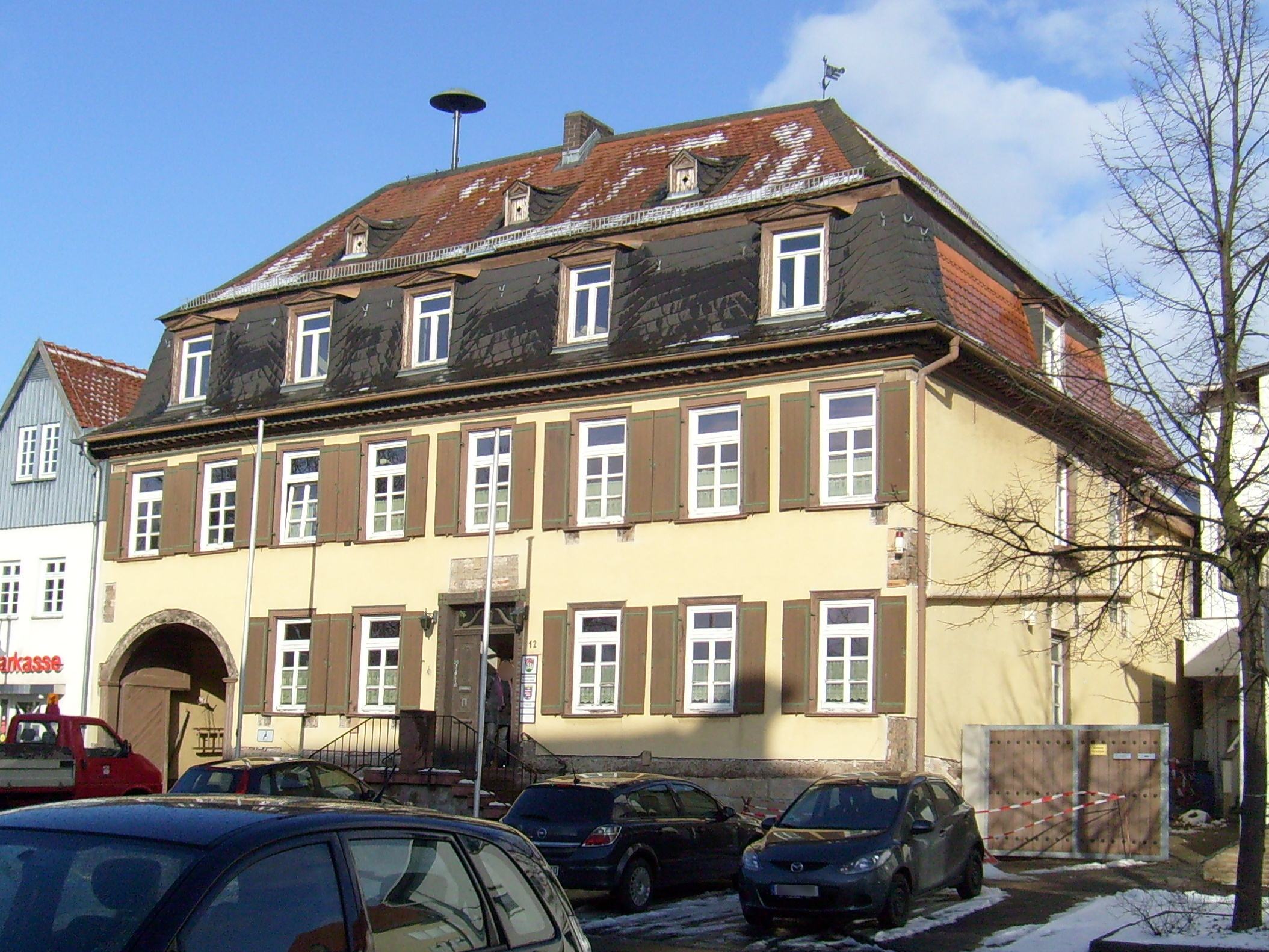
Primăria de Rockenberg

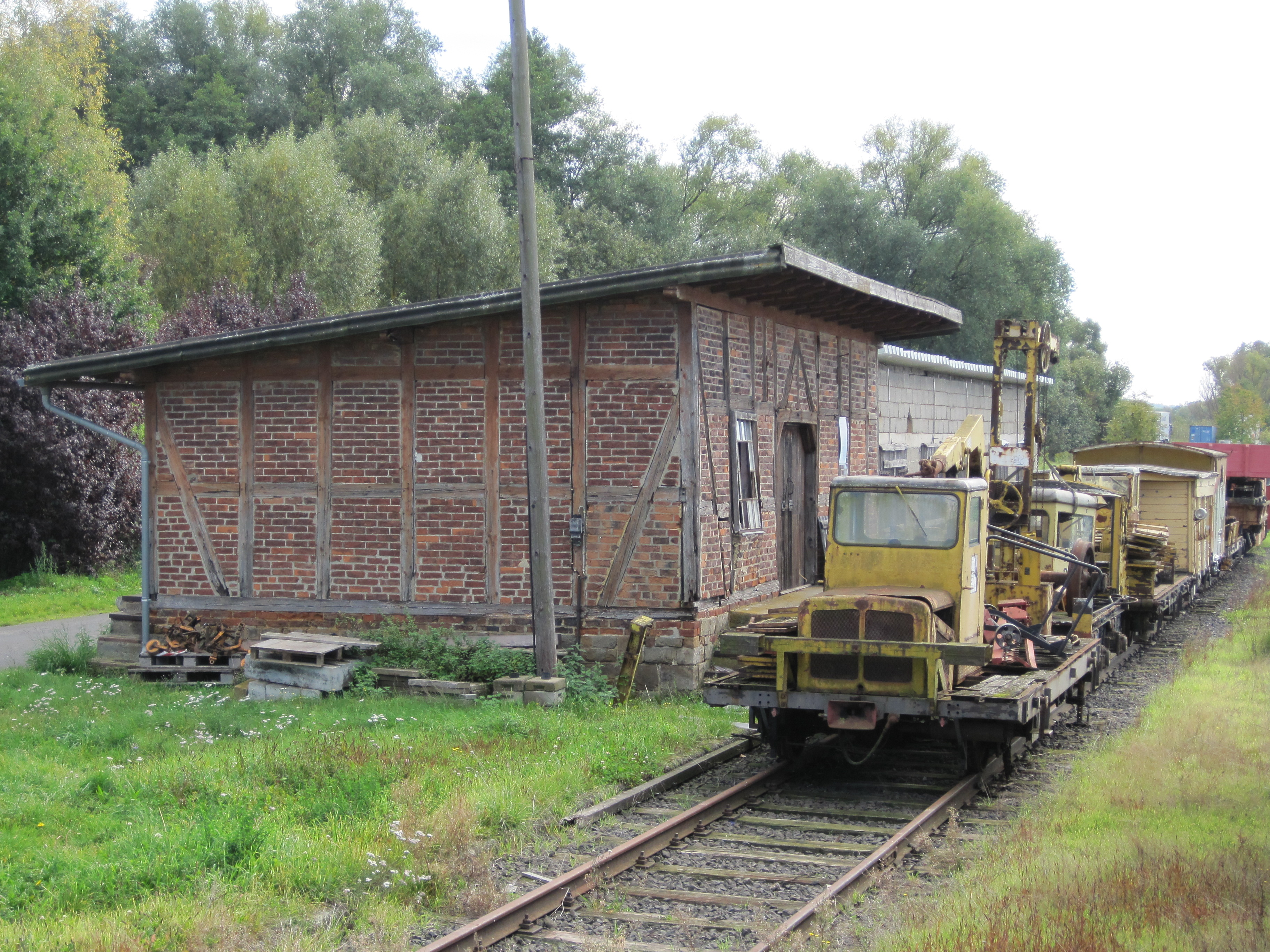
Gara veche de Rockenberg

### Subdiviziuni
Comuna Rockenberg este subîmpărțit în două cartiere: Oppershofen și Rockenberg.

## Istorie
- Rockenberg a fost documentat pentru prima oară în anul 1191 d. Hr., Oppershofen deja în 980. [2]
- La început de secolul al XIV-Lea s-a construit o cetate în Rockenberg.
- Pe 9. mai 1939 s-a deschis o închisoare pentru minori în 'Marienschloss' în Rockenberg, care a fost o mănăstire de călugărițe până în 1803.
- Comuna "Rockenberg" s-a format în 1971 prin o reformă rurală în landul Hessa.

## Politică

### Alegeri comunale
Rezultatul alegerilor comunale de la 27. martie 2011:, 
| Partid                      | Partid                                      | % 2011 | Consilieri 2011 | % 2006 | Consilieri 2006 | % 2001 | Consilieri 2001 |
| CDU                         | Christlich Demokratische Union Deutschlands | 42,5   | 10              | 47,8   | 11              | 49,0   | 11              |
| DP                          | Dorfpartei                                  | 24,7   | 6               | 13,4   | 3               | 7,5    | 2               |
| SPD                         | Sozialdemokratische Partei Deutschlands     | 18,3   | 4               | 21,9   | 5               | 27,5   | 6               |
| GRÜNE                       | Bündnis 90/Die Grünen                       | 14,5   | 3               | 7,2    | 2               | —      | —               |
| UWG                         | Unabhängige Wählergemeinschaft              | —      | —               | 9,7    | 2               | 15,9   | 4               |
| Total                       | Total                                       | 100,0  | 23              | 100,0  | 23              | 100,0  | 23              |
| Participare la alegeri în % | Participare la alegeri în %                 | 58,9   | 58,9            | 57,2   | 57,2            | 49,9   | 49,9            |

### Primar
Rezultatele alegerilor de primar în Rockenberg:
| An                          | Candidat                    | Partid              | Rezultat în % |
| 27.09.2009                  | Manfred Wetz                | independent         | 89,4          |
| Participare la alegeri în % | Participare la alegeri în % | 80,7                | 80,7          |
| 18.01.2004                  | Manfred Wetz                | independent         | 50,4          |
| 18.01.2004                  | Karl Maria Weckler          | CDU                 | 49,6          |
| Participare la alegeri în % | Participare la alegeri în % | 69,2                | 69,2          |
| 28.10.2001                  | Patrick Bingel              | SPD                 | 73,7          |
| Participare la alegeri în % | Participare la alegeri în % | 61,0                | 61,0          |
| 22.10.1995                  | Patrick Bingel              | SPD, UWG, FDP, GLUK | 68,1          |
| 22.10.1995                  | Albert Langsdorf            | CDU                 | 31,9          |
| Participare la alegeri în % | Participare la alegeri în % | 75,7                | 75,7          |

## Obiective turistice
- În nordul comunei se află o carieră de nisip unde se găsesc trandafiri de deșert din baritină.
- Cetatea de Rockenberg
- Primăria veche în Oppershofen

## Infrastructură
Prin Rockenberg trec drumurile landului L 3134 și L 3135.

### Transporturi publice
Prin comuna Rockenberg a trecut o linie de cale ferată (Bad Nauheim - Butzbach). Linia a oprit la stațiile Rockenberg și Oppershofen. Din 31. mai 1975 nu mai merg trenuri personale pe acest traseu. În vara circulă trenuri istorice pentru turiști de Bad Nauheim la Münzenberg, care trec prin Rockenberg.